# Agapanthia japonica
Agapanthia japonica là một loài bọ cánh cứng trong họ Cerambycidae.